# West Indies Cricket Team in Australien in der Saison 1951/52
Die Tour des West Indies Cricket Teams nach Australien in der Saison 1951/52 fand vom 9. November 1951 bis zum 29. Januar 1952. Die internationale Cricket-Tour war Bestandteil der Internationalen Cricket-Saison 1951/52 und umfasste fünf Tests. Australien gewann die Serie 4–1.

## Vorgeschichte
Für beide Mannschaften war es die erste Tour der Saison.
Das letzte Aufeinandertreffen der beiden Mannschaften bei einer Tour fand in der Saison 1930/31 in Australien statt.

## Stadien
Die folgenden Stadien wurden für die Tour als Austragungsort vorgesehen.
| Stadion                  | Stadt     | Kapazität | Spiele       |
| ------------------------ | --------- | --------- | ------------ |
| Adelaide Oval            | Adelaide  | 53.583    | 3. Test      |
| The Gabba                | Brisbane  | 42.000    | 1. Test      |
| Melbourne Cricket Ground | Melbourne | 100.024   | 4. Test      |
| Sydney Cricket Ground    | Sydney    | 48.000    | 2. & 5. Test |

## Kaderlisten
Die Mannschaften benannten die folgenden Kader.
| Test | Test |
| Australien | West Indies |
| --- | --- |
| - Ron Archer - Richie Benaud - Jim Burke - Neil Harvey - Lindsay Hassett - Graeme Hole - Ian Johnson - Bill Johnston - Gil Langley - Ray Lindwall - Colin McDonald - Keith Miller - Jack Moroney - Arthur Morris - Geff Noblet - Doug Ring - George Thoms | - Denis Atkinson - Robert Christiani - John Goddard - Gerry Gomez - Sammy Guillen - Prior Jones - Malcolm Marshall - Allan Rae - Sonny Ramadhin - Kenneth Rickards - Jeffrey Stollmeyer - John Trim - Alf Valentine - Clyde Walcott - Everton Weekes - Frank Worrell |

## Tour Matches
Die West Indies bestritten während der Tour 12 Tour Matches.

## Tests

### Erster Test in Brisbane
| 9. – 13. November Scorecard | Brisbane | West Indies 216 (70) & 245 (69)  | – | Australien 226 (64.5) & 236-7 (85.7) |
|                             |          | Australien gewinnt mit 3 Wickets |   |                                      |

### Zweiter Test in Sydney
| 30. November – 5. Dezember Scorecard | Sydney | West Indies 362 (107.4) & 290 (84.2) | – | Australien 517 (151.5) & 137-3 (34.3) |
|                                      |        | Australien gewinnt mit 7 Wickets     |   |                                       |

### Dritter Test in Adelaide
| 22. – 25. Dezember Scorecard | Adelaide | Australien 82 (25.7) & 255 (74.5) | – | West Indies 105 (24.5) & 233-4 (73.5) |
|                              |          | West Indies gewinnt mit 6 Wickets |   |                                       |

### Vierter Test in Melbourne
| 31. Dezember – 3. Januar Scorecard | Melbourne | West Indies 272 (75.3) & 203 (59.3) | – | Australien 216 (73.3) & 260-3 (97) |
|                                    |           | Australien gewinnt mit 1 Wicket     |   |                                    |

### Fünfter Test in Sydney
| 25. – 29. Januar Scorecard | Sydney | Australien 116 (36.2) & 377 (113.2) | – | West Indies 78 (29.6) & 213 (67.3) |
|                            |        | Australien gewinnt mit 202 Runs     |   |                                    |